# Muchomůrka slámožlutá
Muchomůrka slámožlutá (Amanita gemmata) je jedovatá stopkovýtrusá houba patřící do čeledi muchomůrkovitých.

## Synonyma
- Agaricus adnatus W.G. Sm., in Saunders & Sm., Mycological illustrations: pl. 21 (1870)
- Agaricus gemmatus Fr., Epicr. syst. mycol. (Upsaliae): 12 (1838) [1836-1838]
- Agaricus gemmatus Fr., Epicr. syst. mycol. (Upsaliae): 12 (1838) [1836-1838] var. gemmatus
- Agaricus gemmatus var. lapponicus P. Karst., Not. Sällsk. Fauna et Fl. Fenn. Förh. 8: 197 (1866)
- Amanita adnata (Sacc.) Sacc., Syll. fung. (Abellini) 23: 5 (1925)
- Amanita amici Gillet, (1884)
- Amanita amici Gillet, (1884) f. amici
- Amanita amici f. bispora Contu, Docums Mycol. 17(no. 65): 62 (1986)
- Amanita gemmata (Fr.) Gillet, Hyménomycètes (Alençon): 52 (1874) [1878]
- Amanita gemmata f. amici (Gillet) E.-J. Gilbert, in Bresadola, Iconogr. Mycol. 27(Suppl. 1): 262 (1941)
- Amanita gemmata f. coriaceoannulata Veselý, Annls mycol. 31(4): 261 (1933)
- Amanita gemmata (Fr.) Bertill., Essai Crypt. Exot. (Paris) 3: 496 (1866) f. gemmata
- Amanita gemmata f. godeyi (Gillet) Veselý, Annls mycol. 31(4): 261 (1933)
- Amanita gemmata (Fr.) Bertill., Essai Crypt. Exot. (Paris) 3: 496 (1866) var. gemmata
- Amanita gemmata var. junquillea R. Heim, Champignons d'Europe, Edn 2 (Paris): 575 (1969)
- Amanita gemmata var. junquillea R. Heim, Les Champignons d'Europe II (Paris): 439 (1957)
- Amanita gemmata var. pallida Gillet, Hyménomycètes (Alençon): 53 (1874) [1878]
- Amanita godeyi Gillet, Hyménomycètes (Alençon) 1: 51 (1874) [1878]
- Amanita junquillea Quél., Bull. Soc. bot. Fr. 23: 324 (1877) [1876]
- Amanita junquillea f. amici (Gillet) Veselý, Bull. Soc. Hist. Nat. Colmar 1: 76 (1934)
- Amanita junquillea Quél., Bull. Soc. bot. Fr. 23: 324 (1877) [1876] f. junquillea
- Amanita junquillea var. exannulata J.E. Lange, Fl. Agaric. Danic. 1: 14 (1935)
- Amanita junquillea Quél., Bull. Soc. bot. Fr. 23: 324 (1877) [1876] var. junquillea
- Amanita muscaria var. gemmata (Fr.) Quél., Enchir. fung. (Paris): 3 (1886)
- Amanitaria gemmata (Fr.) E.-J. Gilbert, in Bresadola, Iconogr. Mycol. 27(Suppl. 1): 77 (1941)
- Amanitaria gemmata f. amici (Gillet) E.-J. Gilbert, in Bresadola, Iconogr. Mycol. 27(Suppl. 1): 77 (1941)
- Amanitaria gemmata (Fr.) E.-J. Gilbert, in Bresadola, Iconogr. Mycol. 27(Suppl. 1): 77 (1941) f. gemmata
- Amanitopsis adnata Sacc., Syll. fung. (Abellini) 5: 24 (1887)
- Amanitopsis gemmata (Fr.) Sacc., Syll. fung. (Abellini) 5: 25 (1887)
- Amanitopsis godeyi (Gillet) Sacc., Syll. fung. (Abellini) 5: 23 (1887)
- Venenarius gemmatus (Fr.) Murrill, Lloydia 11: 102 (1948)
- Venenarius gemmatus (Fr.) Murrill, Lloydia 11: 102 (1948) var. gemmatus [1]

## Popis
Klobouk má průměr 4–10 cm. Z počátku je polokulovitý, později ploše rozložený se zřetelně rýhovaným okrajem. Má slámově žlutou až světle okrovou barvu. Střed klobouku je tmavší, postupným stárnutím bledne. Povrch je slabě lesklý, za vlhka lepkavý, s bělavými útržky plachetky, často i holý.
Lupeny jsou husté, bílé, u okraje klobouku jsou zaoblené.
Třeň je 6–11 cm dlouhý, válcovitý, nahoře zúžený dole rozšířený do malé kulovité hlízy obalené nepatrnou přirostlou pochvou s odstávajícím okrajem. Má bělavou barvu, povrch slabě vločkatý až hladký. V horní části má nepravidelný jemný blanitý prsten, který časem mizí.
Dužnina je tenká, měkká, bílá, na řezu nemění barvu. Vůně i chuť je nevýrazná.
Výtrusný prach je bílý.

## Výskyt
Roste od května do října v listnatých i jehličnatých lesích, nejčastěji v písčité půdě.

## Využití
Plodnice muchomůrky se dříve používaly na likvidaci much. Nemá však žádné gastronomické využití.

## Záměna
- Muchomůrka citrónová
- Muchomůrka Eliina
- Holubinka hlínožlutá
- Ostatní holubinky zbarvené do žluta

## Galerie

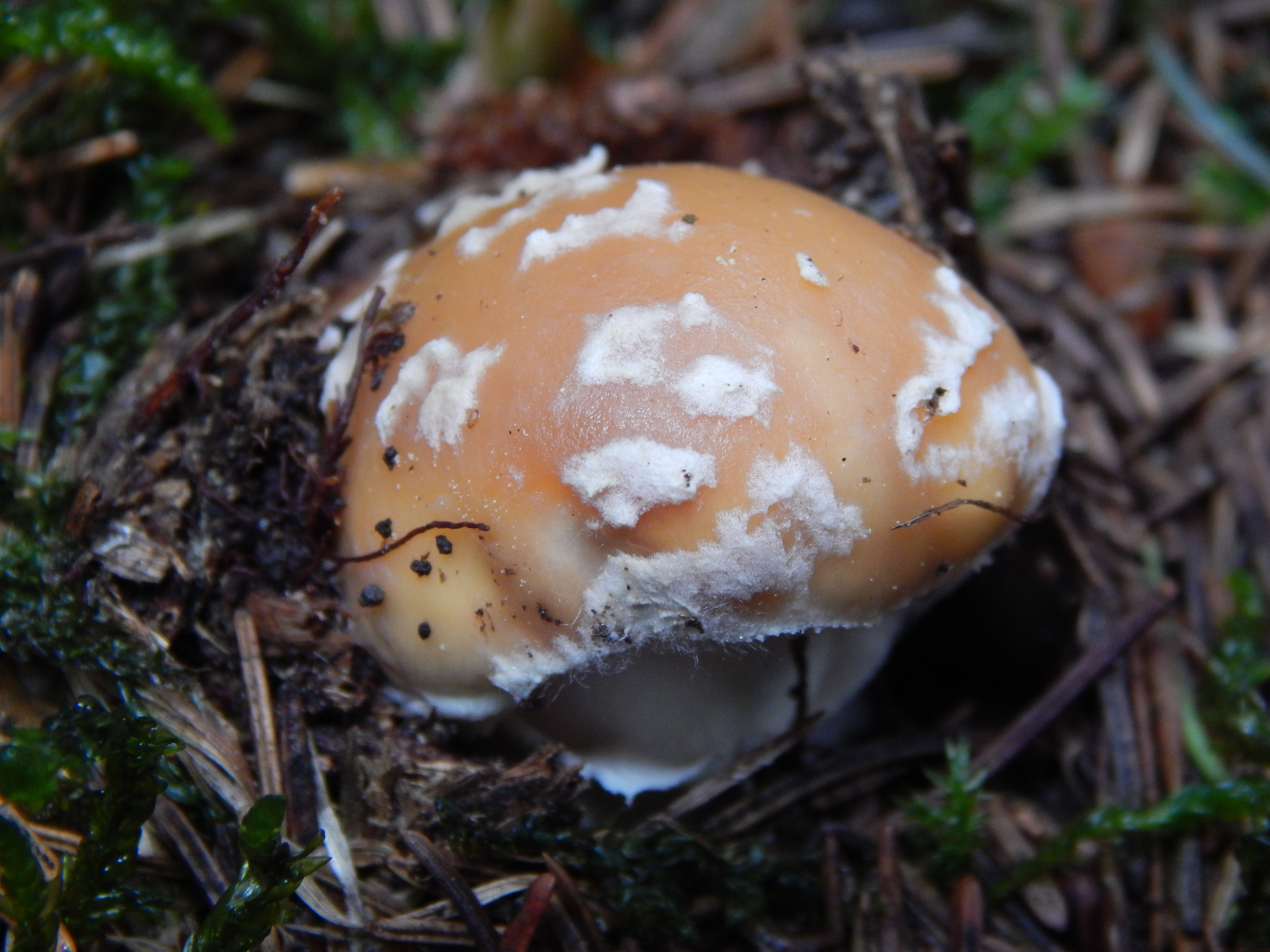
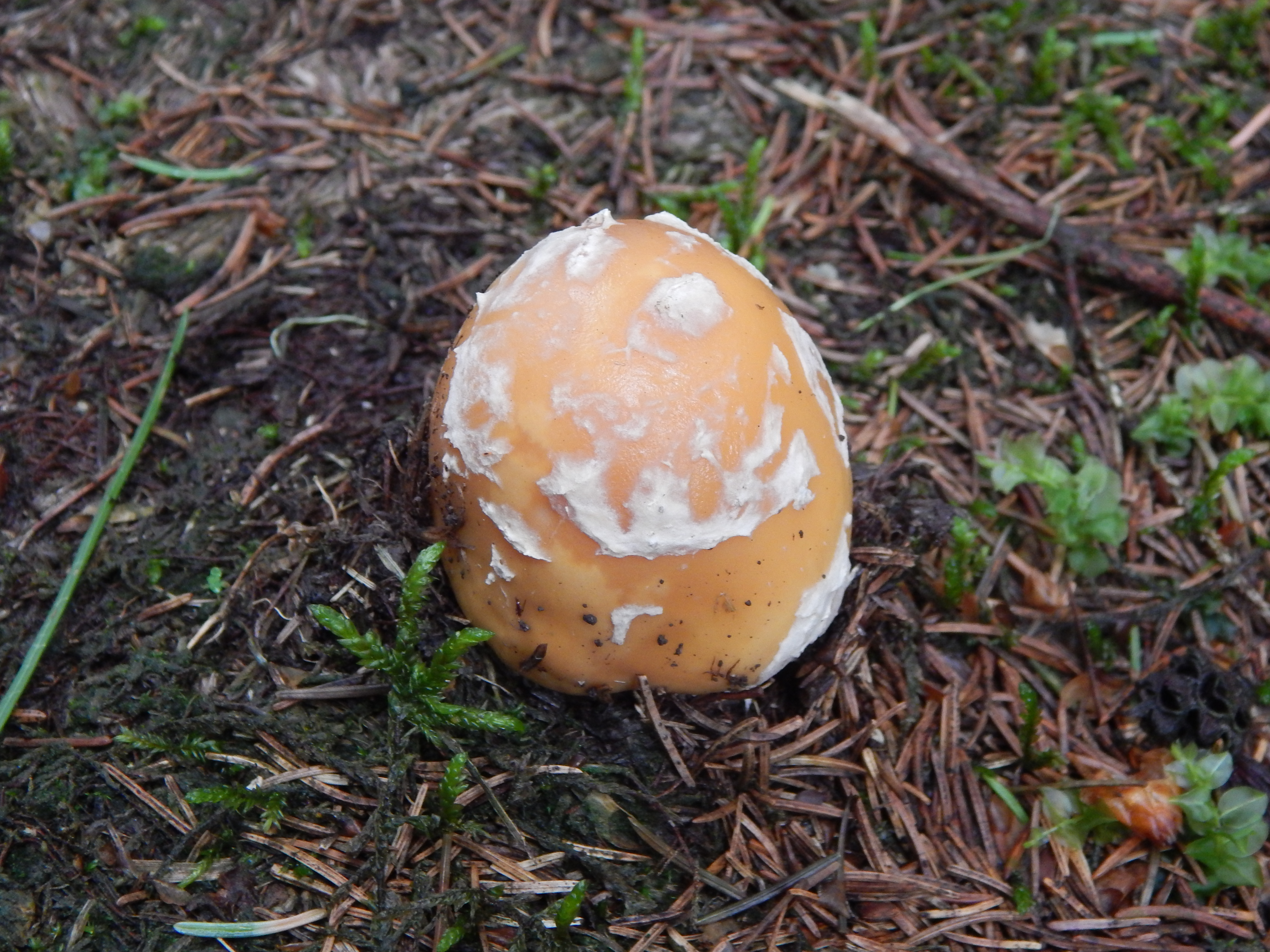
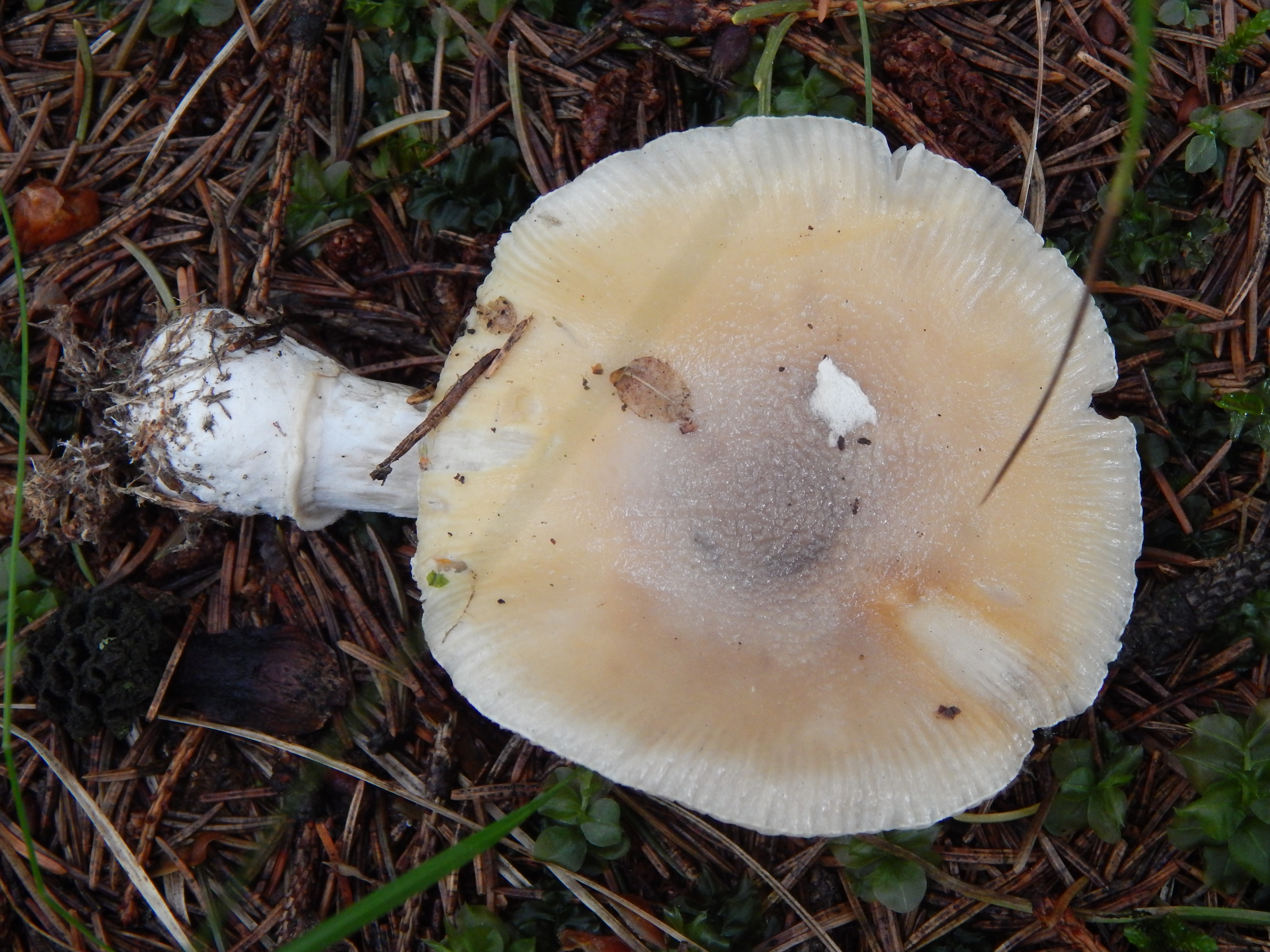